# Begierdetaufe
Unter dem Begriff der Begierdetaufe versteht man im katholischen Glauben die Überzeugung, dass das sakramentale Wirken der Taufe auch denen zuteilwird, die sie aus bestimmten äußeren Gründen nicht empfangen können, diesen Empfang aber wünschen (Begierde).
Da nach katholischem Glauben der Empfang der Taufe heilsnotwendig ist, stellte sich bereits in den ersten Jahrhunderten die Frage, inwieweit die Menschen vom göttlichen Heil ausgeschlossen sind, die unverschuldet die Taufe nicht empfangen konnten. Der Kirchenvater Ambrosius verglich die Begierdetaufe mit der Bluttaufe der Märtyrer und schloss daraus, dass die Heilswirkung der Taufe bereits denen zuteilwürde, die ausdrücklich den Wunsch nach der Taufe äußern, diese aber aus Gründen wie Verfolgung oder Tod nicht mehr erhalten konnten. Augustinus schloss sich seinem Lehrer in dieser Frage zunächst an, änderte später jedoch seine Haltung und lehrte, dass der Vollzug der Taufe unerlässlich sei, um Anteil am göttlichen Heil zu erhalten.
Neu thematisiert werden musste das Problem, als mit dem Beginn der Neuzeit von Europa aus neue Erdteile und die hier lebenden Völker entdeckt wurden. Da sich nach biblischer Überlieferung in Christus Gottes Heilswille für alle Menschen offenbart, stellte sich die Frage, inwieweit dieser Heilswille Gottes vereinbar sei mit der unbedingten Notwendigkeit des Taufempfangs, wenn Millionen Menschen schuldlos ungetauft blieben, da sie nie von Jesus Christus gehört hatten. Die bisherigen, von Thomas von Aquin beeinflussten kirchlichen Lehrdokumente, v. a. die des Tridentinischen Konzils gaben darauf keine Antwort, da sie noch von der Möglichkeit eines jeden Menschen ausgingen, Kenntnis vom Evangelium zu erhalten. Thomas von Aquin kennt allerdings schon das Konzept der Begierdetaufe und erläutert es (Summa theol. TP q. 66 a. 11 f).
Bahnbrechend in dieser Frage wirkte der Kirchenlehrer Robert Bellarmin, der einerseits die bisherige Vorstellung von der Heilsnotwendigkeit der Taufe und damit der Zugehörigkeit zur Kirche bestätigte, sie andererseits jedoch erweiterte, indem er die Möglichkeit einer Kirchenzugehörigkeit der Begierde nach vorstellte.
Weiter ausgeführt wurde dieses Thema schließlich auf dem Zweiten Vatikanischen Konzil. Die Konstitution Lumen gentium lehrt eine gestufte Zugehörigkeit zur Kirche, da Gottes Geist nicht allein an die verfasste katholische Kirche gebunden sei, sondern bereits dort wirke, wo Menschen sich überhaupt die Frage nach der Bedeutung ihres Lebens und nach einem höheren Wesen stellen.
Im Katholischen Erwachsenenkatechismus heißt es zur Begierdetaufe:

„Die Kirche lehrt die Heilsnotwendigkeit der Taufe nur für diejenigen, denen die Taufe verkündet wurde und die die Möglichkeit hatten, sich für die Taufe zu entscheiden. Da Gott das Heil aller Menschen will (vgl. 1 Tim 2,4–6), kann ein Mensch, der nach seinem Gewissen lebt und den Willen Gottes so tut, wie er ihn konkret erkennt, und der deshalb gewiß die Taufe begehrt hätte, wenn er um ihre Bedeutung gewußt hätte, aufgrund einer solchen ‚Begierdetaufe‘ das Heil erlangen.“